# Datsun 220
Der Datsun 220 war ein Pritschenwagen bzw. Pick-up, der von Nissan in Japan von 1957 bis 1961 hergestellt wurde. Er war der Nachfolger des Datsun 120.
Motorisiert war der Wagen mit einem Vierzylinder-OHV-Reihenmotor, Typ C, mit 988 cm³ Hubraum, der eine Leistung von 37 bhp (27 kW) abgab. Die Motorleistung wurde über ein lenkradgeschaltes Vierganggetriebe an die Hinterräder übertragen.
1959 wurde ihm der Datsun 222, der einen aufgebohrten Motor, Typ E, mit 1189 cm³ erhielt, der 48 bhp (35 kW) leistete, zur Seite gestellt. Im letzten Produktionsjahr 1961 kam der Datsun 223, der einen verbesserten 1,2-l-Motor, Typ E-1, hatte, der 60 bhp (44 kW) abgab.
Ab 1961 ersetzte ihn der größere, modernere Datsun 320, der weiterhin den Motor des 223 hatte.

## Quelle
- Fahrzeugdaten bei Earlydatsun.com (englisch)